# Sambucus gaudichaudiana
Sambucus gaudichaudiana är en desmeknoppsväxtart som beskrevs av Dc. Sambucus gaudichaudiana ingår i släktet flädrar, och familjen desmeknoppsväxter. Inga underarter finns listade i Catalogue of Life.